# Marina Salié
Marina Salié, parfois orthographié Marina Salye (russe : Мари́на Евге́ньевна Салье́), née le 19 octobre 1934 et morte le 21 mars 2012, est une géologue et femme politique russe.
Députée à l'assemblée législative de Leningrad puis au Congrès des députés du peuple de Russie jusqu'à sa dissolution en septembre 1993, Marina Salié est l'une des figures du mouvement réformiste et démocrate en Russie.

## Biographie
Marina Salié réalise une carrière de géologue au temps de l'Union soviétique.
En 1992, Marina Salié dirige une commission spéciale à Saint-Pétersbourg, qui découvre, sur la base des documents signé par Vladimir Poutine, alors président du Comité des relations étrangères de la ville, que la ville a exporté des terres rares, des produits pétroliers et d'autres matières premières pour plus de 100 millions de dollars. Les contrats prévoyaient en retour des livraisons de denrées alimentaires, qui n'ont jamais eu lieu.
Marina Salié n'hésite pas à s'opposer à Vladimir Poutine dans les médias jusqu'en 2000, quand il est élu président. Elle s'installe alors dans un village isolé et ne s'adresse plus à la presse pendant dix ans.
En mars 2010, elle donne un entretien à Radio Liberty. Elle a écrit des mémoires, basés sur des documents d'archive décrivant notamment les décisions illégales de l'administration de la ville, y compris par Vladimir Poutine. Masha Gessen l'interview et utilise ses enquêtes pour son livre Poutine : l'homme sans visage (en) publié en 2012 peu avant les élections présidentielles prévues en mars. Gessen y présente une biographie critique de Vladimir Poutine,,,,.
Elle signe la pétition Poutine doit partir de l'opposition russe. En mars 2012, elle rejoint le Parti de la liberté du peuple,.
Elle meurt le 21 mars 2012.

## Vie privée
Marina Salié vivait avec une femme, qu'elle appelait sa « sœur ». Cette dernière quitte le pays peu de temps après la première élection de Poutine à la présidence en 2000.